# On the Ball
On the Ball - World Cup Edition is een videospel voor de platforms Commodore Amiga. Het spel werd uitgebracht in 1994.

## Ontvangst
| Beoordeeld door | Jaar | Score |
| --------------- | ---- | ----- |
| Amiga Format    | 1994 | 70%   |
| The One Amiga   | 1995 | 87%   |